# Ripartites krieglsteineri
Ripartites krieglsteineri är en svampart som beskrevs av Enderle & Bon 1990. Ripartites krieglsteineri ingår i släktet Ripartites och familjen Tricholomataceae.   Inga underarter finns listade i Catalogue of Life.